# Nina Lintzén
Nina Lintzén (ur. 17 grudnia 1978) – szwedzka biegaczka narciarska, zawodniczka klubu Årsunda IF.

## Kariera
Największe sukcesy Nina Lintzén osiąga w zawodach FIS Marathon Cup. W biegach tego cyklu czterokrotnie stawała na podium, ale nie odniosła żadnego zwycięstwa. Najlepsze wyniki w klasyfikacji generalnej osiągnęła w sezonach 2008/2009 i 2009/2010, które ukończyła na czwartej pozycji. Nigdy nie wystartowała w zawodach Pucharu Świata i nie była uwzględniana w klasyfikacji końcowej. Nigdy też nie brała udziału w igrzyskach olimpijskich ani mistrzostwach świata.

## Osiągnięcia

### FIS Marathon Cup

#### Miejsca w klasyfikacji generalnej
- sezon 2000/2001: 90.
- sezon 2002/2003: 100.
- sezon 2006/2007: 12.
- sezon 2007/2008: 15.
- sezon 2008/2009: 4.
- sezon 2009/2010: 4.
- sezon 2010/2011: 6.
- sezon 2012/2013: 23.

#### Miejsca na podium
| Nr | Dzień       | Rok  | Zawody            | Dystans                 | Czas biegu  | Strata      | Pozycja | Zwyciężczyni   |
| -- | ----------- | ---- | ----------------- | ----------------------- | ----------- | ----------- | ------- | -------------- |
| 1. | 25 stycznia | 2009 | Marcialonga       | 70 km stylem klasycznym | 3:22:58,8 h | +8:27,9 min | 3.      | Hilde Pedersen |
| 2. | 1 lutego    | 2009 | König-Ludwig-Lauf | 50 km stylem klasycznym | 2:15.44,8 h | +6.30,4 min | 3.      | Sandra Hansson |
| 3. | 1 marca     | 2009 | Vasaloppet        | 90 km stylem klasycznym | 4:43.13,0 h | +5.31,0 min | 3.      | Sandra Hansson |
| 4. | 26 lutego   | 2011 | Finlandia-hiihto  | 50 km stylem klasycznym | 2:40:36,1 h | +13,4 s     | 2.      | Elin Ek        |